# Костанди, Кириак Константинович
Кириак Константинович Коста́нди (21 сентября [3 октября] 1852, с. Дофиновка, Херсонская губерния, Российская империя — 31 октября 1921, Одесса, УССР) — русский живописец, последователь «демократического реализма», важная фигура среди одесских художников времён контрреформ и Серебряного века, педагог, музейный деятель. Академик Императорской Академии художеств (с 1907).

## Биография
Родился в греческой семье, в селе Дофиновка Херсонской губернии Российской империи в 1852 году. Закончил Императорскую Академию художеств в 1882 году по классу Павла Чистякова и затем вернулся в Одессу. В 1897 году примкнул к движению «передвижников». Костанди принадлежит важная роль в внедрении идеологии «передвижников» на Юге Российской империи. Был одним из основателей Товарищества южнорусских художников и председателем этого общества с 1902 по 1920 год.
Получил звание академика Императорской Академии художеств (1907).
Преподавал в Одесском художественном училище имени Великого князя Владимира Александровича.
С 1917 года был директором Одесского городского музея.
Большая часть его жизни и работы связана с Одессой.
В своей работе он следовал реализму, но некоторые его работы можно причислить к импрессионизму. Его работы находятся в музеях Одессы, Киева, Москвы, Петербурга. После его смерти его последователи создали Общество художников «Костанди».
Воспитал десятки учеников, среди которых А. А. Шовкуненко, И. Н. Шульга, А. М. Нюренберг и другие.
Умер 31 октября 1920 года. Первоначально был похоронен на Первом христианском кладбище Одессы. 20 мая 1935 года, во время кампании по уничтожению мест захоронений, его ученики и товарищи смогли перезахоронить его останки на Втором христианском кладбище Одессы.

## Творчество
Костанди — художник, полотна которого построены на стыке высокого мастерства и понимания трагического бытия. Их характеризует широкий спектр социальных проблем, которые не могут не волновать. Так, к примеру, картина «В люди» (1885) была написана художником как отклик на характерное в конце XIX века явление — сельская молодёжь в поисках лучшей судьбы, убегая от нищеты, едет в город. В конце 1880-х годов в творчестве Костанди происходят изменения. Он остаётся приверженцем бытового жанра, но в корне меняет художественные подходы и свой взгляд на суть живописи. Самыми важными в это время для него становятся проблемы солнечного освещения и пленэра. В определённом смысле, наследуя мастеров французского импрессионизма, для которых большое значение имело временное и психологическое единство, Костанди, в своих небольших картинах старается остановить время и момент чувства. Современники подчёркивали, что Костанди был художником философского склада. Начиная с 1890-х годов, во всех его картинах прослеживается особенность — незначительная сюжетная линия, практически минимализм в изображении, соединён с высоким поэтическим настроением. Именно передача чувств, настроения становится основной целью художника.

## Галерея

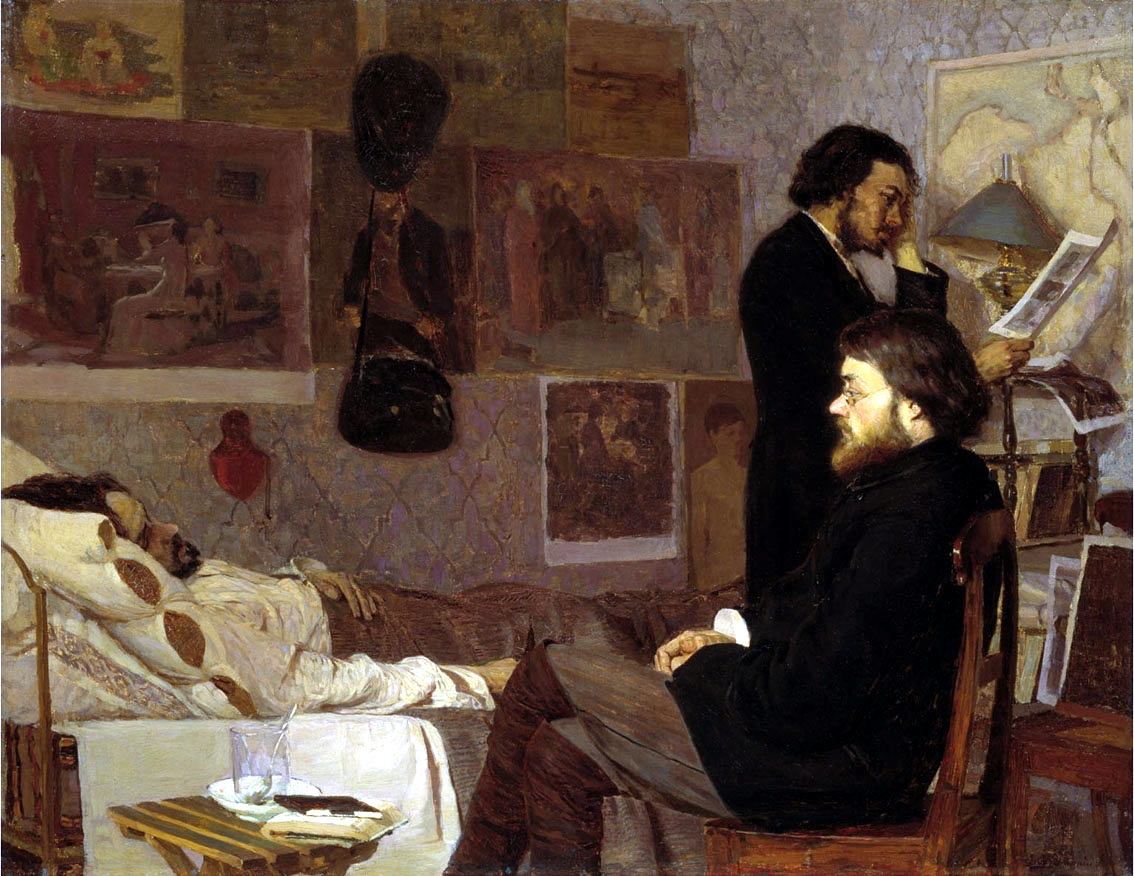
У больного товарища (1884)
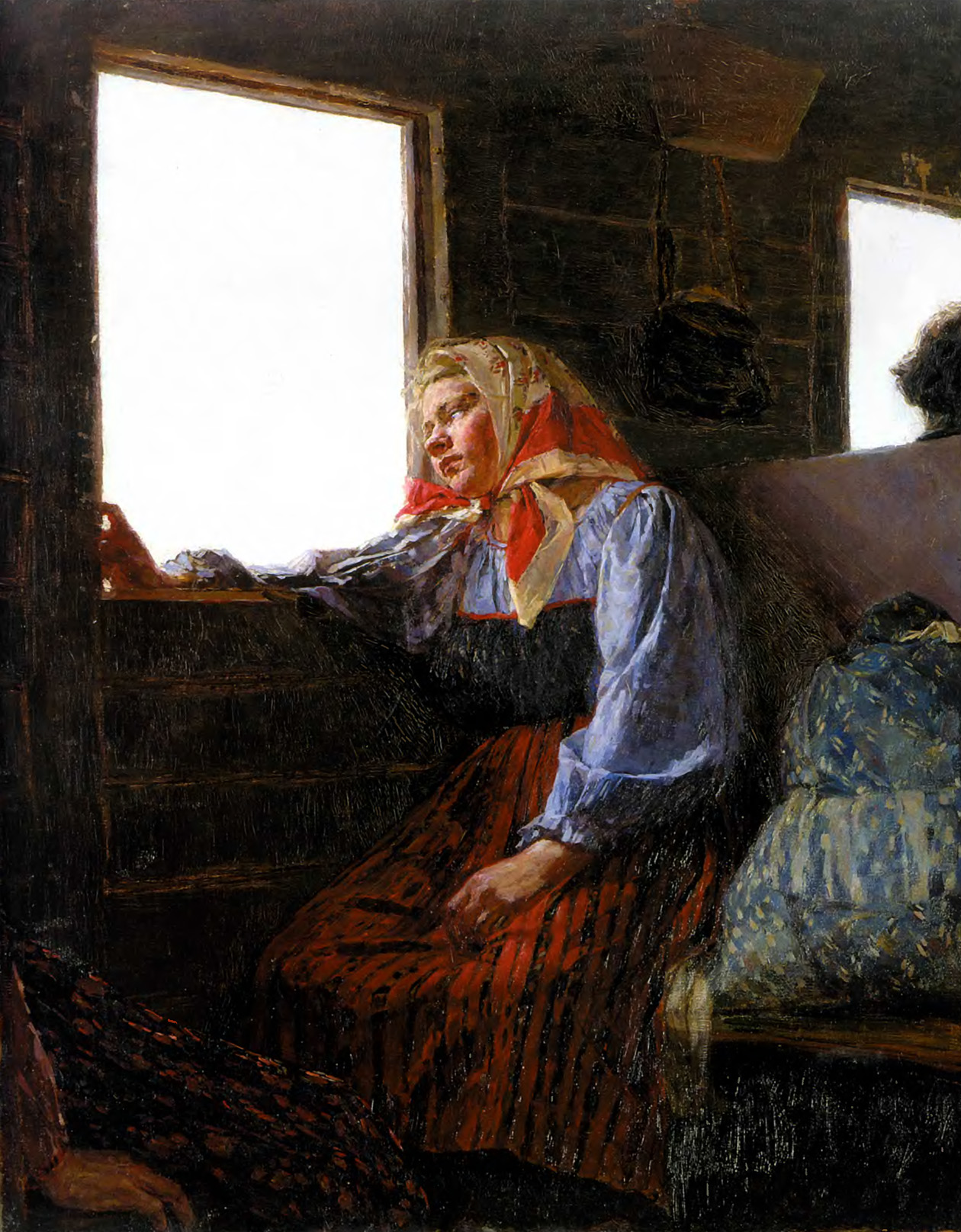
В люди (1885)
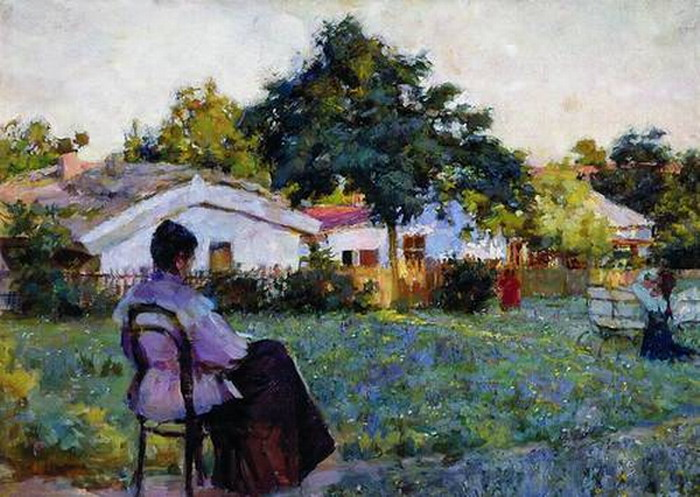
На даче. Полдень (1892)
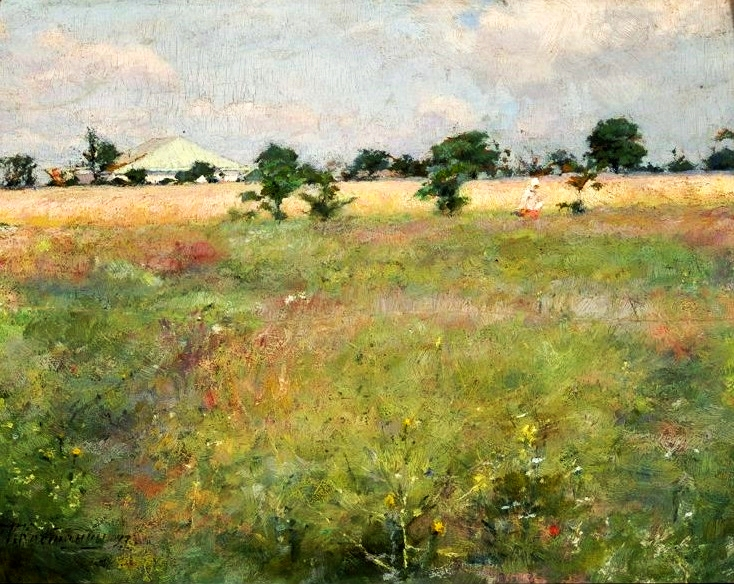
Пейзаж (1897)
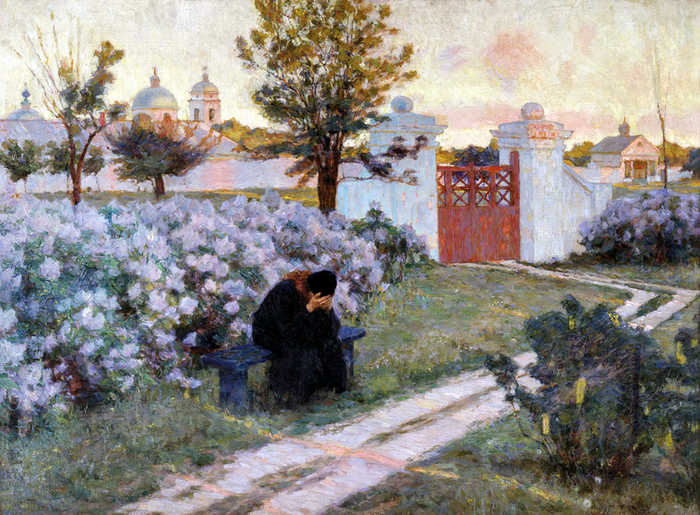
Сирень (1902)
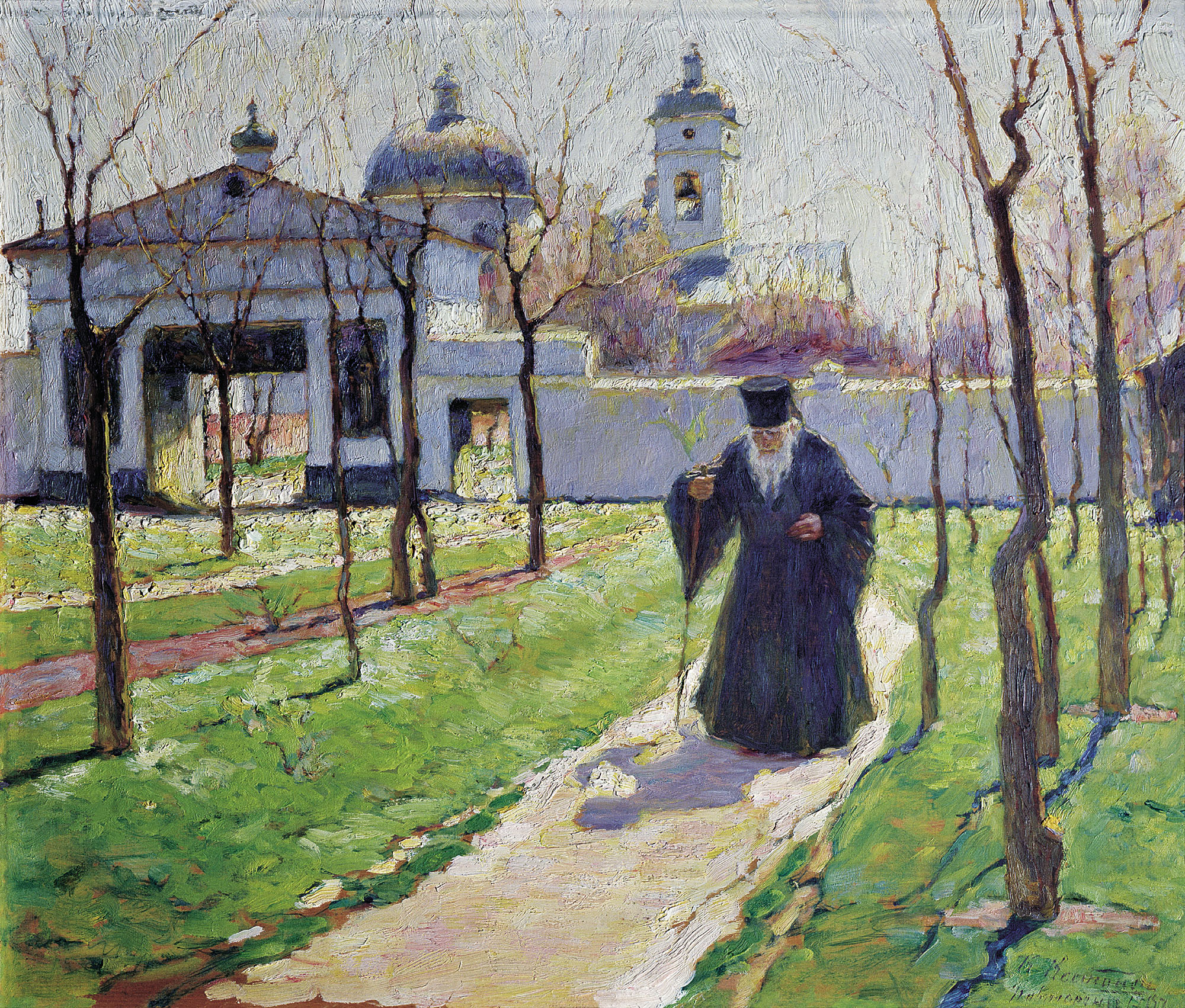
Ранняя весна (1915)
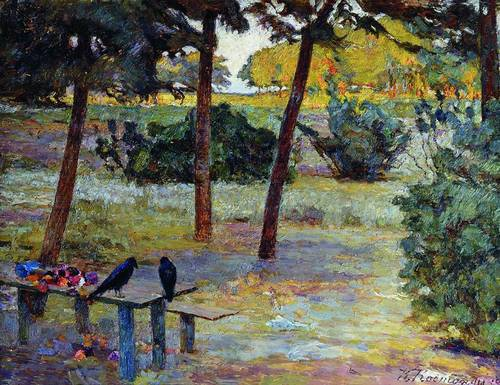
Галки. Осень (1915)

## Память
- В Одессе имеется улица имени Костанди.
- 1 сентября 2010 года в Одессе, во дворе дома № 46 на улице Пастера, был открыт памятник К. К. Костанди.
- В Одессе существует Детская художественная школа № 1 им. К. К. Костанди